# MedienLB
Die MedienLB - Medien für Lehrpläne und Bildungsstandards GmbH ist der größte private Hersteller von eigenproduzierten Filmen für den Schulunterricht im deutschsprachigen Raum, sie erhielt mehrfach den Comenius-EduMedia-Award, unter anderem die Comenius EduMedia Medaille.

## Geschichte
Im Jahr 2006 erfolgte die Gründung der MedienLB, mit Sitz in Starnberg bei München, durch Anita Stangl. Zweck des Unternehmens ist multimediale Unterrichtsfilme zu produzieren, die den Schülern Spaß machen sollen, ohne technische Hürden einsetzbar und für den bilingualen Unterricht geeignet sind. Ab 2007 erschienen die Filme in drei Sprachen: Englisch, Türkisch und Deutsch.
Jede DVD beinhaltet einen PC-ROM-Teil mit Arbeitsblättern, Testaufgaben, ergänzenden Materialien, Animationen und Grafiken, Sprechertexten und Lehrplananalysen. 2008 werden interaktive Arbeitsblätter für Whiteboards eingeführt und die audiovisuellen Medien an Bildungsstandards ausgerichtet.
In Kooperation mit der Medien LB erstellte der GDA zwei Lehr-DVDs zum Thema Aluminium. Die Präsentation war auf der didacta in Köln im März 2010.
Die 2013 erschienene DVD »Georg Elser kommt auf DVD in die Schulen«, soll Schülern in Deutschland den Königsbronner Widerstandskämpfer multimedial und interaktiv nahebringen. Das Lehrmaterial ist dreisprachig, die Tonspuren Deutsch, Englisch und Türkisch.
Darüber hinaus wurde MedienLB Projektpartner der ZPG Bayern (Bayerisches Zentrum für Prävention und Gesundheitsförderung). Es entstand der Lehrfilm »Bewegung in der Grundschule« (»Bewegtes Klassenzimmer – Bewegungspausen«, entwickelt mit Unterstützung der BKK). Die DVD zeigt entsprechende Übungen. Ein weiteres gemeinsames Projekt ist der Film für Jugendliche unter dem Titel »Alkohol am Steuer – Du hast keine Chance«. Gemeinsam mit dem ADAC und unter Schirmherrschaft des Bayerischen Innenministeriums entwickelt, wird er auch von Fahrschulen in Bayern verwendet. Es folgten zwei DVDs zum Thema »Gesunde Ernährung – Bleib gesund und fit« für die Grundschule und Sekundarstufe.
Der Film »Du hast keine Chance… Alkohol am Steuer« war Programmpunkt beim Jahreskongress »Deutscher Präventionstag« am 23. April 2013 in Hannover.
Im Jahr 2014 ging die Lehrmediathek online. Dort sind derzeit 54.886 Unterrichtselemente, 438 Didaktische DVDs, 20.508 Filmsequenzen, 8.206 Arbeitsblätter und 26.172 Bilder und Grafiken abrufbar.
Im September erschien die DVD »Mobiles Lernen II - Aktive Medienarbeit mit iPads«. Die DVD thematisiert die produktive Arbeit mit iPads in den Klassen 1 bis 4 der Dionysiusschule Essen. Das im November fertiggestellte iBook »Kinder haben Rechte« ist eine Kooperation mit UNICEF. Der Film stellt die UN-Kinderrechtskonvention vor und zeigt auf, welche Rechte für Kinder beschlossen wurden. »Kinder haben Rechte« erhält die höchste Auszeichnung, die Erasmus EuroMedia Medal of Excellence für seine Qualität und pädagogischen Wert.
Mit pädagogischen Begleitmaterial brachte MedienLB 2015 die RTL-II-Reihe »Zeit für Helden - Und was machst DU?« für den Einsatz an Schulen heraus. Die Reihe soll um die Themen Diskriminierung, Rassismus, Vorurteile und Zivilcourage aufklären. Der Wirtschaftsphilologenverband Bayern, das ifo Institut und MedienLB vereinbarten die gemeinsame Produktion eines Unterrichtsfilms zum Thema »Konjunktur«. MedienLB wurde Mitglied sowohl im Bündnis für Bildung (BFB) als auch der Interessengemeinschaft der privatwirtschaftlichen Produzenten Audiovisueller Unterrichtsmedien (IPAU) und Fördermitglied des Verbands der Geschichtslehrer Deutschlands (VGD).
MedienLB arbeitet seit 2015 an einem digitalen Schulbuch. Projektleiter Bernd Brockhaus erstellt mit einem Redaktions- und IT-Team das digiBook. Für die ersten vollständig digitalen Schulbücher im Fach Biologie wurden die Zulassungen beantragt. Das Digibook hat die Zielsetzung, für alle Unterrichtsfächer der Klassenstufen 1 bis 13 für alle Schulformen ein digitales Schulbuch bereitzustellen.
Um die Diabetes-Aufklärung bei Kindern und Jugendlichen zwischen 10 und 18 Jahren weiter voranzubringen, führte die Deutsche Diabetesstiftung (DDS) gemeinsam mit der MedienLB 2016 ein neuartiges Schulfilm-Projekt durch. Der Lehrfilm »Stoffwechselkrankheit Diabetes« wurde unter Federführung der Diabetesabteilung von TSM Video Heidelberg in Zusammenarbeit mit der MedienLB Starnberg am Heidelberger St. Josefskrankenhaus gedreht. Die Produktion »Stoffwechselkrankheit Diabetes« wird beim WorldMediaFestival in Hamburg mit dem »Intermedia Globe Gold« ausgezeichnet.
Ebenfalls 2016 fand ein Projekt mit der Friedrich-Alexander-Universität Erlangen-Nürnberg seinen Abschluss. Der Projektauftrag an das Studiengangsteam war die Erstellung eines Drehbuchs zum Thema »Big Data« für Schüler der 8. bis 10. Jahrgangsstufe.
Seit 2017 sind MedienLB Filme in der bundesweiten Schulcloud eingebunden.

## Schulfilme und Unterrichtsmaterial
Es werden pro Jahr ca. 60 neue Unterrichtsfilme für den Einsatz im Schulunterricht produziert. Diese werden nach den geltenden Lehrplänen und Unterrichtsinhalten in HDTV-Qualität hergestellt und als DVDs den staatlichen Medienzentren für den Verleih an Lehrer zum Einsatz im Schulunterricht zur Verfügung gestellt.
Entwickelt von pädagogischen Fachredakteuren sind die Filme in Lerneinheiten sequenziert und haben eine Laufzeit zwischen 15 und 35 Minuten. Untertitel dienen der Förderung der Lesekompetenz und in ihrer Mehrsprachigkeit sollen sie einen Beitrag zur schulischen Integration leisten. Mit mehreren Tonspuren produziert, in Deutsch, Englisch, Türkisch, aber auch Latein, Französisch, Slowenisch oder Italienisch, sind sie ausgerichtet auf den bilingualen Unterricht.
Jede DVD hat einen PC-Rom-Teil mit didaktischem Begleitmaterial. Dazu gehören Bilderserien, Grafiken, Animationen zur Veranschaulichung sowie Lernspiele, Testaufgaben mit Lösungen und interaktive Arbeitsblätter zur Vertiefung der jeweiligen Materie. Ein Glossar erläutert die Fachbegriffe, Links und Hinweise geben weitere Informationen zum Thema.
Die Filme können auf interaktiven Whiteboards im Schulunterricht und Mobilen Geräten eingesetzt werden.

## Interaktive Arbeitshefte
Seit 2019 produziert die MedienLB auf H5P basierende Interaktive Arbeitshefte. Mit der darin enthaltenen Sammlung von 50 interaktiven Aufgaben können Lehrkräfte ihren Unterricht digital bereichern. Diese Aufgabensammlungen wurden bereits 2019 mit dem Comenius-Siegel ausgezeichnet und haben mehrfach die Unterrichtsempfehlung des Landesmedienzentrums Baden-Württemberg erhalten.

## Auszeichnungen
MedienLB ist Preisträger Erasmus Euro Media Award 2011 und 2013 und Gewinner der Medal of Excellence im Jahre 2014. Sowie Preisträger der Comenius-EduMedia-Auszeichnung 2014 für pädagogisch, inhaltlich und gestalterisch herausragende IKT-basierte Bildungsmedien im Bereich der Lehr- und Lernmanagementsysteme. Im Jahre 2015 erhielt MedienLB sechs Comenius-Awards, unter anderem die Comenius EduMedia Medaille.
2016 wurde die Produktion »Stoffwechselkrankheit Diabetes« beim Worldmediafestival mit dem der internationalen Auszeichnung des intermedia-globe Gold ausgezeichnet.
Ebenfalls 2016 erhielt das Medienunternehmen in Berlin sieben Auszeichnungen für audiovisuelle Medien und eine Auszeichnung für TOM Medien.
2017 wurden in Berlin 9 Comenius-Siegel und 2 Comenius-Medaillen an MedienLB verliehen.
2018 wurden in Berlin 5 Comenius-Siegel verliehen.
2019 erhielt die MedienLB in Berlin eine Comenius-Medaille und 2 Comenius-Siegel.
2023 erhielt die MedienLB in Berlin zwei Comenius-Siegel für ihre Produktionen.
2024 erhielt die Produktion "Albrecht Dürer - Maler, Mathematiker, Gelehrter" sowohl eine Comenius-Medaille als auch den intermedia-globe silver beim World Media Festival.  Mit Comenius-Siegeln wurden die Produktionen "Was ist ein Lasercutter?", "Becky und Holgi im Zahnland" sowie "Eichendorffs Marmorbild" ausgezeichnet.